# Trepča (Gvozd)
Pour les articles homonymes, voir Trepča.
Trepča est une localité de Croatie située dans la municipalité de Gvozd, comitat de Sisak-Moslavina. Au recensement de 2011, elle comptait 5 habitants.